# Сторожеве (роз'їзд)
Сторожеве́ (до 1952 — Камба́р, крим. Qambar) — роз'їзд Кримської дирекції Придніпровського залізниці.
Розташований поблизу села Сторожеве на лінії Євпаторія-Курорт — Острякове між зупинним пунктом 3 км (7 км) та станцією Ярка (10 км).
Роз'їзд виник як зупинний пункт 1974 року під час електрифікації лінії Євпаторія-Курорт — Острякове. Переведений у роз'їзди 2011 року.